# Juli Sanclimens Genescà
Juli Sanclimens Genescà (Manresa, Barcelona, 29 de agosto de 1935 - Ibidem., 12 de junio de 2020) fue un político español. Alcalde de Manresa (1987-1995) y diputado al Parlamento de Cataluña (1988-1995).

## Biografía

### Formación y primeros años de actividad profesional
Graduado en dirección de empresas por el Instituto de Estudios Superiores de la Empresa (IESE). Entre 1958 y 1986 trabajó como director administrativo en una empresa. Fue jugador de baloncesto (1973-1975), y vicepresidente del Bàsquet Manresa. Ocupó los cargos de presidente del Orfeó Manresà (1967-1971) y presidente de la Agrupación Cultural del Bages (1980-1984). Participó en la constitución de Òmnium Cultural en Manresa y fue ponente del primer Congreso de Cultura Popular y Tradicional. También se desempeñó como el primer presidente del Agrupación de Esbarts Danzantes.

### Acceso a la política a través de Convergencia Democrática de Cataluña
En 1976 se afilió a Convergencia Democrática de Cataluña, de la que fue miembro del Comité Ejecutivo Nacional entre 1987 y 1995. Como miembro de CiU, desempeñó diversos cargos: alcalde de Manresa (1987-1995), primer presidente del Consejo Comarcal del Bages, presidente de la Asociación Catalana de Municipios y Comarcas (1987-1995), diputado en las elecciones al Parlamento de Cataluña de 1984, 1988 y 1992, y miembro de la Comisión Mixta de Valoraciones Estado-Generalitat (1996-2004). 
Dentro del Parlamento de Cataluña fue Secretario de la Comisión de Organización y Administración de la Generalitat y Gobierno Local (1992-1995).
También fue miembro de la Junta de Gobierno Local de Cataluña (1990-1995), del Patronato Catalán Pro Europa y del Comité de Presidencia del Consejo de Municipios y Regiones de Europa.

### Vida familiar
Sanclimens estaba casado con Carme Solervicens y tenía tres hijos: Xavier, David y Marc, y cinco nietos: Elisenda, Clara, Pol, Aran y Gina.
Sus vivencias personales están recogidas en el libro Temps viscut, publicado en 1999.

## Fallecimiento
Falleció a los ochenta y cuatro años el 12 de junio de 2020 en el hospital de San Juan de Dios de Manresa.